# Dariusz Stanicki
Dariusz Stanicki (ur. 3 stycznia 1965 w Warszawie) – polski siatkarz, reprezentant Polski, grający na pozycji rozgrywającego.

## Życiorys
Jest wychowankiem klubu RKS Raków Częstochowa, w 1980 został zawodnikiem AZS Częstochowa. Z AZS-em zwyciężył w rozgrywkach II ligi w sezonie 1980/1981, w rozgrywkach I ligi w sezonie 1981/1982 jego drużyna zajęła ostatnie, 10. miejsce i spadła z ligi. Od 1982 do 1985 występował w I-ligowym Płomieniu Sosnowiec. Do AZS-u powrócił w sezonie 1985/1986 (6. miejsce w II lidze), w sezonie 1986/1987 jego drużyna wywalczyła awans do ekstraklasy. Grał tam do 1990, a jego największym sukcesem było mistrzostwo Polski w 1990. W sezonie 1990/1991 występował w niemieckiej Fortunie Bonn. Od 1991 grał w klubach tureckich – Halkbanku Ankara, z którym zdobył mistrzostwo Turcji w 1992 i 1993, Netasie Stambuł, z którym zdobył trzy tytuły mistrza Turcji w latach 1997–1999, Galatasaray Stambuł (1999–2001). W rundzie wiosennej sezonu 2001/2002 reprezentował barwy Gwardii Wrocław.
Z reprezentacją Polski juniorów wystąpił na mistrzostwach Europy w 1984 (7. miejsce). W reprezentacji Polski seniorów debiutował 31 maja 1983 w towarzyskim spotkaniu z Kanadą. Wystąpił m.in. na mistrzostwach świata w 1986 (9. miejsce), Igrzyskach Dobrej Woli w 1986 (7. miejsce), mistrzostwach Europy w 1989 (7. miejsce). Ostatni raz w biało-czerwonych barwach zagrał 21 maja 1991 w towarzyskim spotkaniu z Włochami. Łącznie w I reprezentacji Polski wystąpił w 143 spotkaniach, w tym 123 oficjalnych.
Od 2005 pracuje jako dyrektor techniczny siatkarskiej sekcji Fenerbahçe SK.
Jego żona Olzem była turecką siatkarką. Syn Bora Jozef, również jest siatkarzem.

## Sukcesy klubowe
Mistrzostwo Polski:
- 1990

Puchar Turcji:
- 1992, 1993, 1997, 1998, 1999

Mistrzostwo Turcji:
- 1992, 1993, 1997, 1998, 1999

Puchar CEV:
- 1997